# Херберт II
Херберт II или Хериберт II (на френски: Herbert II de Vermandois, Heribert II, * 880; † 23 февруари 943) от династията Каролинги, e граф на Вермандоа, граф на Соасон от 900/907 до 943 г. и граф на Мо. Пряк потомък е на Карл Велики.

## Биография
Той е единственият син на граф Херберт I от Вермандоа и по-голям брат на Беатрис Вермандоа (* 886, † сл. 26 март 931), която през 895 г. се омъжва за херцог Робер I († 923), от 922 г. крал на Франция (Робертини). Той е внук на граф Пипин († сл. 840, от Каролингите), правнук на краля на Италия Бернард и праправнук на Карл Велики.
След смъртта на баща му през 900/907 г. той става граф на Мо, Соасон и Вермандоа и през 907 г. игумен на Saint-Médard в Соасон. Той поддържа своя тъст крал Робер I и почти винаги зет си Хуго Велики.
В конфликтите между френските крале, сваленият Карл III Простовати и неговия последник Робер I, той е на страната на своя тъст Робер I, който е убит в битката при Соасон на 15 юни 923 г. Тогава той заедно с Хуго Велики побеждават войската на Карл. След няколко седмици Херберт успява да плени Карл III и не го предава на новия крал Раул, а го държи като свой личен пленик в своя дворец до неговата смърт през 929 г.
През 927 г. Раул отказва да даде на Херберт Графство Лаон и той в съюз с норманския херцог Вилхелм I поставя отново сваления крал Карл и го сваля отново през 929 г., когато получава Лаон.
Хериберт II умира през 943 г. и е погребан в Saint-Quentin. Наследството му е разделено чрез конфликти от синовете му.

## Фамилия
Херберт се жени преди 21 май 907 г. за Адела, дъщеря на херцог Роберт от Неустрия (от 922 г. като Робер I, крал на Франция, Капетинги) и има с нея седем деца:
- Одо (* 910, † сл. 19 юни 946), граф на Виен, граф на Амиен, изгонен
- Адела (* 910/915, † 960), ∞ 934 Арнулф I Велики граф на Фландрия († 27 март 964) (Дом Фландрия)
- Херберт III (Мо) (* 910/915, † 980/984), граф в Северна Франция
- Роберт (* 910/915, † 19/29 август 967), 946 граф на Мо, 956 граф на Троа
- Адалберт I (Алберт) (* 915, † 8 септември 987), 946 граф на Вермандоа
- Луитгарда (Ледгард) (* 915/920, † 27 май 978), ∞ I 940 Вилхелм I граф на Нормандия (убит 17 декември 942); ∞ II 942/945 Тибо I граф на Блоа, граф на Шартър, вицеграф на Тур († 16 януари 975) (Дом Блоа)
- Хуго (* 920, † 962), архиепископ на Реймс, 946 свален